# Санта Марина
Са̀нта Марѝна (на италиански: Santa Marina) е малко градче и община в Южна Италия, провинция Салерно, регион Кампания. Разположено е на 415 m надморска височина. Населението на общината е 3222 души (към 2010 г.).